# Коронавірусна хвороба 2019 у Сирії
Епідемія коронавірусної хвороби 2019 у Сирії — це поширення пандемії коронавірусної хвороби 2019 на територію Сирії. Перший випадок на території країни офіційно зареєстровано 22 березня 2020 року в особи, яка прибула з-за кордону. Сирія вважається особливо вразливою до пандемії через триваючу громадянську війну та жахливу гуманітарну ситуацію.

## Передумови
Багато громадян Сирії не мали впевненості у прозорості дій уряду під час епідемії, звинувачуючи його у приховуванні насправді великої кількості випадків хвороби та смертей від COVID-19, особливо в Дамаску, провінції Дамаск та Алеппо. Припускають, що лікарям у лікарнях та інших медичних закладах загрожували звільнення, або навіть проводили арешти та затримання лікарів працівниками державних силових структур, якщо вони розказували про дійсну ситуацію в лікувальних закладах країни. Також подейкували, що сирійська влада навіть зайшла так далеко, що пропонувала позбавити життя хворих з підозрою на коронавірусну хворобу. Це призвело до того, що особи, в яких з'явились симптоми, подібні до симптомів коронавірусної хвороби, або які впевнені в своєму інфікуванні коронавірусом,, не повідомляють урядовим структурам про своє інфікування, а також не звертаються до урядових чи навіть приватних медичних закладів, а зі страху перебувають на самоізоляції вдома. Аналітики, аргументуючи ці заяви, виділяють як приклад дезінформації про чисельність хворих за урядовими повідомленнями кількість випадків хвороби, зареєстрованих у сусідніх країнах серед осіб, що прибувають із Сирії, і іноді ця кількість за один день перевищує кількість повідомлених урядом Сирії за певний проміжок часу.
Сирійський уряд разом із своїми союзниками союзниками заявляє, що триваюча громадянська війна в поєднанні з важкою економічною ситуацією в Сирії та економічними санкціями обмежує проведення тестування на COVID-19, та блокує поставки життєво важливих засобів для лікування хворих та стримування поширення хвороби для недопущення проникнення її до інших країн з території Сирії. Заходи з 2020 року очолює міністр охорони здоров'я Хасан аль-Габбаш.

## Хронологія

### Березень 2020 року
2 березня уряд Іракського Курдистану повністю закрив пункт перетину кордону Семалка на кордоні між Іраком і Сирією в курдській автономній адміністрації Північної і Східної Сирії на невизначений термін, за винятком надзвичайної необхідності, як запобіжний захід для попередженняи передачі коронавірусу в райони курдського автономного управління Північної та Східної Сирії.
10 березня Сирійський центр моніторингу дотримання прав людини повідомив, що спостерігались спалахи коронавірусної хвороби в провінціях Тартусі, Дамаск, Хомс і Латакія. За даними британських джерел центру моніторингу, було видано суворе розпорядження про заборону медичному персоналу обговорювати це питання.
11 березня медичний працівник з регіону Джазіра в автономному управлінні Північної та Східної Сирії заявив, що в провінції немає жодних задокументованих випадків захворювання на COVID-19. У повідомленні телеканалу «Курдистан» з Камишли, найбільшого курдського міста в Сирії сказано, що лише 1 % населення міста носить захисні маски, оскільки в аптеках та центрах продажу медичного обладнання не вистачає масок. До 11 березня Сирійське управління охорони здоров'я повідомило про 4 підозри на COVID-19, який передав їх для обстеження до Всесвітньої організації охорони здоров'я. Тести повернулись до країни з негативним результатом.
13 березня уряд країни схвалива низку протиепідемічних заходів, включаючи призупинення діяльності університетів, шкіл та інших навчальних закладів з 14 березня. Того ж дня прийнято рішення про призупинення всіх спортивних змагань у країні з 14 березня.
Міністерство освіти повідомило про призупинення занять та навчання в державних та приватних школах із суботи 14 березня до четверга 2 квітня. Міністерство вищої освіти та наукових досліджень вирішило перенести всі іспити в державних та приватних університетах, включаючи іспити з відкритої системи освіти, національний іспит та мовні тести на ступінь магістра з суботи на 2 квітня.
Голова уряду пакистанської провінції Сінд повідомив, що особи, які поверталися з Близького Сходу, завезли хворобу в провінцію. З 14 підтверджених випадків у провінції Сінд 8 нещодавно відвідували Сирію. За день до того Всесвітня організація охорони здоров'я заявила, що всі випадки пакистанської хвороби мають закордонне походження, але без зазначення точного походження цих випадків. Уряд Сирії заперечував будь-які випадки інфікування коронавірусом у країні. Проте влада країни для запобігання поширенню коронавірусної хвороби відклала майбутні парламентські вибори, закрила школи та скасувала більшість публічних заходів. Автономна адміністрація Північної та Східної Сирії під керівництвом курдів скасувала всі збори, обмежила в'їзд до регіону для жителів лише по вівторках кожного тижня та закрила всі школи, університети та інші навчальні заклади на невизначений термін.
15 березня уряд Сирії доручив міністерству промисловості видати розпорядження для підприємств, які виробляють дезінфікуючі засоби та засоби для санітарії, працювати на максимальній потужності не менше ніж у три зміни, щоб забезпечити їх наявність. Міністерствам було доручено виконати рішення про скорочення робочого часу та забезпечити необхідними дезінфікуючими та санітарними засобами усі установи. Також уряд країни вирішив скасувати експорт усього медичного обладнання та обладнання для діагностичних та карантинних центрів.
19 березня автономна адміністрація Сирійського Курдистану запровадила комендантську годину починаючи з 23 березня о 06:00 ранку, і з 06:00 21 березня заборонила рух між районами північно-східної Сирії, а також між найбільшими містами в районах. Ресторани, кафе, комерційні центри, базари, громадські парки, приватні медичні клініки, весільні зали та траурні заклади повинні припинити роботу; а лікарням, державним та приватним медичним центрам, міжнародним організаціям, закладам Червоного Хрест та Червоного Півмісяця, аптекам, дезінфекційним та стерилізаційним закладам, прибиральникам, пекарням, продовольчим магазинам, вантажному транспорту для перевезення їжі, молока для дітей та палива, дозволено продовжити роботу.
20 березня влада Дамаска спільно з Сирійським Арабським Червоним Півмісяцем провели дезінфекцію площі Юсуф-аль-Азма та інших районів Дамаска.
21 березня прем'єр-міністр країни Імад Хаміс видав розпорядження із проханням до міністрів прийняти необхідні рішення про призупинення роботи міністерств та пов'язаних з ними установах, починаючи з наступного дня на невизначений термін, до цього часу, коли робота міністерств не буде перешкодою для заходів, спрямованих на боротьбу з поширенням коронавірусної хвороби. Цим розпорядженням скорочується кількість працівників у центральних закладах влади до мінімуму, і воно набуває чинності з неділі 22 березня 2020 року на невизначений термін. Прем'єр-міністр підкреслив, що призупинення роботи не включає виробничі потужності та заклади. Прем'єр-міністр також видав нове розпорядження, в якому вимагається від губернаторів вжити необхідних заходів для закриття ринків та припинення будь-якої комерційної, сервісної, культурної та соціальної діяльності. Дозволено працювати виключно закладам із торгівлі продуктами харчування, аптекам та приватним медичним центри з акцентом на необхідність дотримання працюючими закладами заходів безпеки для відвідувачів та карантинних вимог. Завдання обох розпоряджень полягало в мінімізації скупчення людей на ринках та в інших місцях.
Командування сирійської армії та збройних сил оголосило про припинення заходів з набору на військову службу. Командування армії також призупинило юридичні процедури, пов'язані з викликом громадян до суду або прокуратури у зв'язку з ухиленням від служби в армії, зокрема через погіршення стану здоров'я.
Міністерство внутрішніх справ починаючи з понеділка 23 березня 2020 року вирішило припинити роботу з видачі та відновлення паспортів, проїзних документів, усіх видів дозволів на проживання, посвідчень водія, та довідок про несудимість на невизначений термін.
22 березня уряд призупинив роботу всіх видів масового громадського транспорту та рух приватного транспорту в межах провінції з 20:00 у понеділок, а між провінціями з 20:00 у вівторок, за умови, що міністерства, профспілки та приватні підприємства будуть забезпечувати перевезення своїх працівників. Кабінет міністрів також прийняв план міністерства охорони здоров'я та інших міністерств з боротьби з поширенням коронавірусної хвороби на найближчі півроку, який передбачає розширення мережі карантинних та ізоляційних центрів, формування 19 груп для виявлення вогнищ хвороби, та створення додаткових лабораторій для діагностики коронавірусної хвороби в Дамаску, Латакії та Алеппо у співпраці зі ВООЗ. Окрім того, уряд дозволив приватним підприємствам, які виробляють дезінфікуючі та миючі засоби, імпортувати необхідні матеріали для виготовлення дезінфікуючих засобів та спиртовмісних антисептиків для рук протягом 15 днів. Кабінет міністрів підтвердив, що запаси життєво необхідних споживчих товарів доступні та достатні на найближчі місяці, та озвучив прохання до міністерства внутрішньої торгівлі та захисту прав споживачів відправити машини з хлібом до центрів міст та у сільські райони.
22 березня міністр охорони здоров'я Сирії повідомив про перший випадок коронавірусної хвороби в країні.
23 березня уряд Сирії вирішив призупинити випуск друкованих засобів масової інформації на невизначений термін.
24 березня міністерство внутрішніх справ запровадило комендантську годину з 6 години вечора до 6 години ранку, яка розпочала діяти з наступного дня, середи, 25 березня.
25 березня: Міністерство охорони здоров'я повідомило про виявлення трьох нових випадків хвороби. Ці хворі потрапили до карантинного центрі Двайра після перебування за кордоном. Пізніше того ж дня, близько 19:00 за місцевим часом, було повідомлено про ще один новий випадок хвороби.
27 березня уряд країни запровадив з 14:00 за місцевим часом 29 березня заборону пересування громадян між центрами провінцій та всіма іншими міськими та сільськими районами на невизначений час, за винятком тих, хто має дозвіл на поїздку. 53-річний чоловік потрапив до лікарні в урядовій частині міста Камишли на північному сході Сирії. Йому провели тестування на коронавірус, і тест був відправлений в Дамаск для аналізу.
29 березня міністерство охорони здоров'я повідомило, що відразу після її прибуття до лікарні померла жінка, а пізніше в неї підтверджено позитивний тест на коронавірус. Цього дня в країні зареєстровано 4 нових випадки хвороби. Міністерство також повідомило, що зареєстровано 4 нових випадки хвороби.
30 березня міністерство охорони здоров'я країни повідомило про ще одну нову смерть від коронавірусної хвороби.

### Квітень 2020 року
1 квітня міністр охорони здоров'я країни повідомив, що уряд наклав карантин на місто Манін у провінції Дамаск, щоб зберегти громадську безпеку після смерті жінки з цього міста від COVID-19.
2 квітня міністерство охорони здоров'я країни повідомило про виявлення 6 нових випадків хвороби. Міністерство охорони здоров'я також повідомило, що для збереження здоров'я та безпеки населення накладено карантин на місто Саїда-Зайнаб в провінції Дамаск. Чоловік у місті Камишли, про госпіталізацію якого повідомлялося раніше, помер того ж дня, коли його результати його тестів повертаються позитивними. Цей чоловік не виїздив за межі країни.
4 квітня міністерство охорони здоров'я повідомило про два одужання.
5 квітня повідомлено про виявлення 3 нових випадків хвороби.
7 квітня міністерство охорони здоров'я оголосило про ще одне одужання. 8 квітня повідомлено про ще одне одужання.
11 квітня міністерство охорони здоров'я повідомило про 6 нових випадків хвороби та одне одужання. 14 квітня міністерство охорони здоров'я повідомило про 4 нових випадки хвороби.
15 квітня міністерство охорони здоров'я повідомило про 4 нових випадки хвороби.
17 квітня міністерство охорони здоров'я повідомило про 5 нових випадків хвороби. У заяві міністерства сказано, що уряд вирішив скасувати карантин у районі міста Саїда-Зайнаб після завершення проведення тестування на коронавірус осіб, які контактували із інфікованими особами та підтвердженими випадками хвороби. Того ж дня повідомлено про перший випадок хвороби в автономному Сирійському Курдистані, проте уряд Сирії про це не повідомив.
19 квітня міністерство охорони здоров'я повідомило про одну смерть та один новий випадок хвороби.
21 квітня міністерство охорони здоров'я оголосило про одне одужання та три нові випадки хвороби.
25 квітня міністерство охорони здоров'я повідомило про 5 одужань. 26 квітня міністерство охорони здоров'я повідомило про 3 нові одужання та один новий випадок хвороби. Цього ж дня міністерство повідомило про зняття локдауну з міста Манін на півночі провінції Дамаск, після перевірки відсутності в місті інфікованих та осіб з підозрою на COVID-19.
27 квітня міністерство охорони здоров'я повідомило про 5 одужань. 28 квітня міністерство охорони здоров'я повідомило про 2 одужання.

### Травень 2020 року
1 травня міністерство охорони здоров'я повідомило про 6 одужань та один новий випадок хвороби. 6 травня міністерство охорони здоров'я повідомило про один новий випадок хвороби.
8 травня міністерство охорони здоров'я повідомило про виявлення 2 нових випадків хвороби. Пізніше того ж дня було оголошено про два одужання.
13 травня міністерство охорони здоров'я повідомило про виявлення ще одного нового випадку хвороби.
14 травня робоча група сирійського уряду, якій було доручено розробка заходів для боротьби з поширенням коронавірусної хвороби, зазначила, що одним із можливих рішень є запровадження цілодобової комендантської години в залежності ситуації з подальшим поширенням хвороби.
15 травня міністерство охорони здоров'я повідомило про 7 нових одужань та 2 нових випадки хвороби.
16 травня міністерство охорони здоров'я повідомило, що останні 6 випадків коронавірусної хвороби, зареєстровані в Сирії, виявлені в осіб, які прибули з-за кордону, і що жодних випадків серед мешканців, які не перебували на карантині в країні, не було зареєстровано з початку травня. Міністерство також повідомило про один новий випадок хвороби, та заявило, що хворий нещодавно прибув з ОАЕ. 17 травня міністерство охорони здоров'я повідомило про виявлення 7 нових випадків хвороби та заявило, що всі ці хворі знаходились на карантині після прибуття з Кувейту.
20 травня міністерство охорони здоров'я повідомило, що протягом 20 днів (з початку травня) в Сирії не реєструвалися випадків місцевої передачі COVID-19, і що у цей період випадки хвороби зареєстровані виключно в сирійців, які повернулись з-за кордону. Міністерство також звернуло увагу на дефіцит наборів для тестування внаслідок санкцій, введених проти Сирії.
Того ж дня частина місцевих газет та інтернет-видань повідомили, що міністерство внутрішніх справ та міністерство охорони здоров'я розпочали розслідування «безвідповідальних вчинків» низки осіб, які перебували в карантині в Дамаску, після того, як вони викинули їжу з балконів на знак протесту. Заступник директора управління охорони здоров'я Дамаску Ахмад Хаббас розмістив фотографію скинутої їжі на своїй сторінці у Facebook, та заявив, що частина осіб, які знаходяться на карантині, та викинули їжу, здійснюють «тиск [на уряд] у розрахунку швидшого виходу [з карантину] до встановленого часу». Багато сирійців у соціальних мережах критикували цей вчинок. Проте частина підтримали такі форми протесту проти, як вони висловилися, корумпованої карантинної системи, стверджуючи, що непотизм є звичною справою в карантинних установах, і деякі люди звільняються з обов'язкового 14-денного карантину протягом кількох годин лише тому, що «когось знають», а деякі згадали ще більше форм кумівства.
22 травня міністерство охорони здоров'я повідомило про одне одужання. Також міністерство повідомило про одну смерть та один новий випадок хвороби серед прибулих з Кувейту сирійців.
23 травня міністерство здоров'я повідомило про 11 нових випадків серед громадян Сирії, які прибули з Кувейту. Міністр охорони здоров'я Сирії Нізар Язігі прокоментував чутки, пов'язані із закриттям морського порту Тартус, у зв'язку з підозрами на інфікування в цьому місті російського громадянина, пояснивши, що «ситуація відрізняється від того, як її зображують». Міністр заявив, що росіянин у порту дійсно пройшов тестування на COVID-19, і результат виявився позитивним, зазначивши, що тест має 70 % точність. Міністр також повідомив, що через занепокоєння станом здоров'я працівників порту та інших районів міста, працівникам було заборонено виїжджати з порту до цього часу, поки не буде перевірено стан здоров'я всіх, хто контактував із хворим, та підтвердив, що їх тестування були негативними, і тому їм дозволили піти додому. Нізар Язігі сказав, що робота в порту триває в звичайному режимі, та що наступного дня буде проведено ще одне тестування іншій особі з підозрою на коронавірусну хворобу для уточнення наявності в неї COVID-19.
24 травня міністерство охорони здоров'я повідомило про 4 одужання. Міністерство охорони здоров'я також повідомило про 16 нових випадків хвороби серед сирійців, прибулих з-за меж країни; 6 з ОАЕ, 4 з Кувейту, 4 з Росії та 2 із Судану. У міністерстві охорони здоров'я повідомили, що росіянину в порту Тартус знову провели тестування на коронавірус, і цього разу результат тестування був від'ємним.
25 травня міністерство охорони здоров'я повідомило про виявлення 20 нових випадків хвороби в сирійців, які прибули з-а кордону: 15 з Кувейту, 3 із Судану, один з Росії та один з ОАЕ. Уряд вирішив, що комендантська година та обмеження руху між провінціями будуть скасовані з наступного дня, проте зазначено, що все ще існує ймовірність цілодобової комендантської години в майбутньому, залежно від подальшого перебігу епідемії.
26 травня міністерство охорони здоров'я повідомило про 15 нових випадків хвороби в прибулих з-за меж країни сирійців; зокрема 9 з Кувейту, 5 із Судану та один з ОАЕ.
27 травня міністерство охорони здоров'я повідомило про 2 одужання.
28 травня міністерство охорони здоров'я повідомило про один новий випадок хвороби серед сирійців, які повернулись з Кувейту.
31 травня міністерство охорони здоров'я повідомило про 3 одужання. Також міністерство повідомило про смерть 74-річного хворого з COVID-19 та заявило, що у хворого також була пухлина печінки.

### Червень 2020 року
1 червня міністерство охорони здоров'я повідомило про один новий випадок хвороби в Ас-Сувейді та заявило, що цей хворий контактував з іншою особою, інфікованою коронавірусом, новий хворий направлений на карантин. Управління охорони здоров'я Ес-Сувейди повідомило, що виявлено другий випадок хвороби (випадки отримали номером 122 і 123, за підрахунком міністерства охорони здоров'я) в особи, яка приїхала з-за кордону, в якої після виписки з карантинного центру був негативний результат тестування, проте під час обов'язкового домашнього карантину після перебування в карантинному центрі в нього почали проявлятися симптоми хвороби, і після повторного тестування підтверджено позитивний результат. В управлінні також повідомили, що ця особа знову перебуває на карантині та на лікуванні, а осіб, з якими контактував цей хворий, протестували та помістили на карантин.
2 червня міністерство охорони здоров'я повідомило про одну смерть від коронавірусної хвороби, хворий мав астму і раніше переніс операцію на відкритому серці. Того ж дня міністерство повідомило про 4 одужання. Офіційний вебсайт міністерства охорони здоров'я щодо ситуації з COVID-19 змінив кількість випадків у Дамаску з 86 до 80, у Латакії з 0 до 1, а в Хомсі з 0 до 5 із загальною кількістю випадків, аналогічною попередній, у кількості 123 випадки, що вказує на те, що до цього оновлення уряд повідомляв неправдиві дані.
3 червня міністерство охорони здоров'я повідомило про 3 одужання.
4 червня міністерство охорони здоров'я повідомило про виявлення одного нового випадку хвороби в провінції Дамаск у водія на прикордонній трасі між Сирією та Йорданією. Повідомлено, що з великою ймовірністю заклади сфери обслуговування, зокрема готелі, ресторани, кафе, бари та нічні клуби, можуть знову відкритися.
6 червня міністерство охорони здоров'я повідомило про 5 одужань. Того ж дня міністерство повідомило про виявлення одного нового випадку хвороби у водія на прикордонній трасі Сирія—Йорданія.
8 червня міністерство охорони здоров'я повідомило про виявлення 16 нових випадків хвороби у місті Рас-аль-Маара в провінції Дамаск, та заявило, що джерелом їх інфікування є тісний контакт з водієм вантажівки на прикордонний трасі Сирія—Йорданія. Пізніше того ж дня міністерство повідомило про 3 нові випадки хвороби у Рас-аль-Маарі. Міністерство охорони здоров'я також повідомило про 4 одужання. Міністерство також повідомило, що у Рас-аль-Маара запроваджено локдаун для запобігання спалаху коронавірусної хвороби та збереження здоров'я та безпеки його населення.
9 червня міністерство охорони здоров'я повідомило про 2 нових випадки серед осіб, які контактували з інфікованими в місті Рас-аль-Маара.
10 червня міністерство охорони здоров'я повідомило про 6 випадків одужання. Міністерство також повідомило про 6 нових випадків серед осіб, які контактували з інфікованими в місті Рас-аль-Маара.
11 червня міністерство охорони здоров'я повідомило про 12 нових випадків хвороби серед осіб, які контактували з інфікованими в місті Рас-аль-Маара.
13 червня міністерство охорони здоров'я повідомило про 3 одужання. Міністерство також повідомило про 6 нових випадків хвороби серед осіб, які контактували з інфікованими в місті Рас-аль-Маара. Того ж дня міністерство повідомило, що серед одужань 13 червня був водій вантажівки з Рас-аль-Маара, і що його виписали з лікарні Аль-Забадані після того, як у нього двічі підтверджено негативний тест на коронавірус. Міністерство також повідомило, що серед нових випадків 13 червня була особа, яка проживає в районі Кашкул в Дамаску.
14 червня міністерство охорони здоров'я повідомило про 3 одужання. Міністерство також повідомило про 7 нових випадків хвороби серед осіб, які контактували із інфікованими в місті Рас-аль-Маара. Службовець управління охорони здоров'я Дамаску заявив, що якщо кількість випадків буде продовжувати зростати, введення часткового або повного комендантського часу можливе при початку нової хвилі COVID-19 через нездорові дії частини жителів країни, які ігнорують вказівки щодо карантинних норм. Він також зазначив, що можливе погіршення стану економіки у разі заборони поїздок між містами та селами, і це торкнеться як громадян, так і уряду. Працівник управління охорони здоров'я також заявив, що великий відсоток пацієнтів з COVID-19 у Сирії є безсимптомними, та зазначив, що середній період одужання хворих на COVID-19 у Сирії становить один-три тижні. Того ж дня міністр охорони здоров'я в інтерв'ю заявив, що водій вантажівки з Рас-аль-Маара, у яого виявили позитивний тест, після якого розпочався спалах хвороби в місті, був присутнім на весіллі, і саме з весілля почався спалах хвороби.
15 червня міністерство охорони здоров'я повідомила про 4 одужання.
17 червня міністерство охорони здоров'я повідомило про ще одну смерть жінки віком 70 років. Міністерство повідомило, що жінка мала проблеми із серцем та артеріальним тиском, мала діабет, а також мала проблеми з нирками. Вона померла в лікарні Аль-Мувасат у Дамаску після порушення дихання та травної системи, внаслідок цього потрапила до реанімації, та пізніше отримала позитивний тест на COVID-19. Міністерство заявило, що джерело її інфікування досі невідоме, і що міністерство контролює це питання, щоб ізолювати та обстежити осіб, які з нею контактували.
18 червня міністерство охорони здоров'я повідомило про 9 нових випадків COVID-19 у провінції Ель-Кунейтра, які контактували з жінкою, яка померла за день до цього. Міністерство заявило, що нові хворі поміщені на карантин у лікарні Аль-Катана.
20 червня міністерство охорони здоров'я повідомило про 11 нових випадків хвороби; 10 з яких контактували з інфікованими особами в Джайдате-аль-Фадл в провінції Ель-Кунейтра, і один, який прибув з Лівану. Міністерство також повідомило про 5 одужань. Міністерство також повідомило, що після реєстрації в місті Ждейдет-аль-Фадль у провінції Ель-Кунейтра ряду випадків COVID-19, з метою запобігання поширення хвороби та збереження здоров'я та безпеки населення у місті запроваджено локдаун.
21 червня міністерство охорони здоров'я повідомило про виявлення 6 нових випадків хвороби в осіб, які мали контакт з інфікованими особами з провінції Ель-Кунейтра. Міністерство повідомило, що 3 нових випадки хвороби зареєстровано серед працівників лікарні Аль-Мувасат, і заявило, що один з них є студентом.
22 червня міністерство охорони здоров'я повідомило про 15 нових випадків у Дамаску та провінції Дамаск в осіб, які контактували з підтвердженими випадками хвороби. Міністерство повідомило, що ці випадки були виявлені після того, як бригади міністерства зв'язались із особами, які контактували з підтвердженими випадками хвороби та протестували їх, результати тестувань виявились позитивними. Міністерство заявило, що у більшості з цих хворих не було симптомів хвороби, і що всі вони направлені до відповідних ізоляторів для отримання медичної допомоги. Місцеві новинні мережі повідомляють, що серед нових випадків захворювання на COVID-19 є завідувач відділення пульмонологічної клініки лікарні Аль-Муджтахід у Дамаску, яку відправили в ізоляцію після тестування. Джерело також зазначило, що нові випадки, про які повідомлялося в Дамаску, зареєстровані серед осіб, які вже перебували в карантині.
23 червня міністерство охорони здоров'я повідомило про 3 одужання. Пізніше того ж дня повідомлено про ще 8 одужань. Міністерство охорони здоров'я повідомило також про 12 нових випадків хвороби серед 123 сирійських студентів, які прибули з Лівану на іспити. У міністерстві заявили, що вони перебували в карантині з моменту прибуття до країни.
25 червня міністерство охорони здоров'я повідомило про 11 нових випадків серед осіб, які контактували з підтвердженими випадками хвороби, та 2 одужання. Місцеві новинні мережі повідомляють, що пацієнт втік з лікарні в Хамі після проведення тесту на COVID-19, та поїхав до Дамаска, де органи влади відстежили його та помістили його на карантин у провінції Дамаск. Проте офіційні державні інформаційні мережі ніколи не повідомляли про цей випадок. Пізніше представники управління охорони здоров'я повідомили, що цей хворий не втік, а просто він вважав, що лікарі закінчили з ним розбиратися, і що він може вільно піти після взяття зразків для обстеження, але коли представники влади спробувала зв'язатися з ним, вони виявили, що він пішов в Дамаск, тому його там помістили в карантин. Зазначено, що результати його тестування ще не були готові. Ці новини з'явилися в той час, коли, особливо за останні кілька днів, поширилося багато чуток про випадки хвороби в Алеппо та Хамі, про які уряд не повідомляв.
26 червня міністерство охорони здоров'я повідомило про виявлення 12 нових випадків хвороби в осіб, які контактували з підтвердженими випадками хвороби. Також повідомлено про 6 одужань. Міністерство повідомило також про смерть хворого, який потрапив до лікарні через проблеми з диханням, а пізніше у нього виявлено позитивний тест на COVID-19.
27 червня міністерство охорони здоров'я повідомило про смерть 70-річного чоловіка в Алеппо, та заявило, що він хворів діабетом та мав хворе серце.
29 червня міністерство охорони здоров'я повідомило про виявлення 13 нових випадків хвороби в осіб, які контактували з підтвердженими випадками хвороби.
30 червня міністерство охорони здоров'я повідомило про 3 нові одужання. Міністерство також повідомило про 10 нових випадків хвороби в осіб, які контактували з підтвердженими випадками хвороби.

### Липень 2020 року
1 липня міністерство охорони здоров'я повідомило про 5 одужань. Також міністерство повідомило про 14 нових випадків хвороби в осіб, які контактували з підтвердженими випадками хвороби.
2 липня міністерство охорони здоров'я повідомило про 3 одужання. Також міністерство повідомило про виявлення 19 нових випадків хвороби в осіб, які контактували з підтвердженими випадками хвороби.
3 липня міністерство охорони здоров'я повідомило про 10 одужань та одну нову смерть. Міністерство також повідомило про виявлення 16 нових випадків хвороби в осіб, які контактували з підтвердженими випадками хвороби.
4 липня міністерство охорони здоров'я повідомило про виявлення 10 нових випадків хвороби в осіб, які контактували з підтвердженими випадками хвороби.
5 липня міністерство охорони здоров'я повідомило про виявлення 20 нових випадків хвороби в осіб, які контактували з підтвердженими випадками хвороби. Міністерство також повідомило про 3 одужання та 3 смерті.
6 липня міністерство охорони здоров'я повідомило про 14 нових випадків хвороби в осіб, які контактували з підтвердженими випадками хвороби, та про одну смерть. Місцеві новини повідомили, що 6 липня помер житель одного з районів Дамаска, який неодноразово відвідував університетську лікарню Аль-Асада зі скаргами на кашель та гарячку, та був госпіталізований до лікарні за тиждень до того, й за кілька днів помер. Пізніше в нього підтвердився позитивний результат тесту на COVID-19. Сирійський Арабський Червоний Півмісяць повідомив, що організація негайно вжила всіх необхідних заходів безпеки після виявлення в одного зі своїх волонтерів в Дараа позитивного результату тестування на COVID-19. Повідомлено також, що всі заходи, крім надання першої допомоги, були скорочені заради безпеки волонтерів та всіх інших працівників організації.
9 липня уперше повідомлено про випадок коронавірусної хвороби в зайнятій повстанцями провінції Ідліб у 30-річного лікаря, проте центральний уряд Сирії про це не повідомив.
10 липня міністерство охорони здоров'я повідомило про 22 нових випадки хвороби та дві смерті.
11 липня Університет Тишрін повідомив, що в однієї з його співробітниць виявлено позитивний результат на COVID-19, і що її помістили в карантин, як і осіб, які з нею контактували.
12 липня медичні працівники лікарні Аль-Нур у Джабле повідомили, що після того, як 60-річний чоловік потрапив до лікарні зі скаргами на порушення травлення та симптомами COVID-19, у нього підтверджено позитивний тест на коронавірус, і його перевезли до лікарні Аль-Геффа. Пізніше повідомлено, що з ним контактували 25 медичних працівників, а в одної медсестри з цієї лікарні підтвердився позитивний результат тесту на коронавірус. Університет Алеппо повідомив, що в одного із студентів економічного факультету виявлено позитивний тест на COVID-19. Міністерство юстиції повідомило, що у двох суддів у Дамаску підтверджено позитивний результат тесту на COVID-19, міністерство також повідомило, що також зареєстровано 2 підозри на коронавірусну хворобу, в яких були симптоми хвороби, та яких помістили в карантин.
13 липня міністерство охорони здоров'я повідомило про 23 нових випадки хвороби, 10 одужань, та 3 смерті.
14 липня міністерство охорони здоров'я оголосило про 22 нових випадки хвороби, 2 одужання, та 2 смерті.
15 липня міністерство охорони здоров'я повідомило про 19 нових випадків хвороби, 2 одужання та одну смерть.
16 липня міністерство охорони здоров'я повідомило про 19 нових випадків хвороби.
17 липня міністерство охорони здоров'я повідомило про 19 нових випадків хвороби, 4 одужання та 3 смерті.
18 липня міністерство охорони здоров'я повідомило, що локдаун у місті Джайдет-Аль-Фадль було знято після проведення масового ПЛР-тестування для оцінки стану поширеності COVID-19 у місті, оскільки результати обстежень були негативними.
20 липня міністерство охорони здоров'я повідомило про виявлення 26 нових випадків хвороби, 10 одужань та 4 смерті.
21 липня міністерство охорони здоров'я повідомило про виявлення 18 нових випадків хвороби, 6 одужань та 2 смерті. Міністерство охорони здоров'я Йорданії повідомило про виявлення 46 нових випадків хвороби в Йорданії та заявило, що 44 з них прибули з Сирії.
22 липня міністерство охорони здоров'я повідомило про виявлення 21 нового випадку хвороби, 5 одужань та одну смерть. Міністерство віросповідань оголосило про призупинення проведення молитви Курбан-байраму в Дамаску та провінції Дамаск, а також припинило всі заняття та навчальні семінари релігійних рад.
23 липня міністерство охорони здоров'я повідомило про виявлення 23 нових випадків хвороби, 9 одужань та 3 смерті. Міністерство також повідомило, що знятий локдаун міста Рас-аль-Маара після проведення масових ПЛР-тестів для оцінки стану поширеності COVID-19 у місті, оскільки результати тестувань були негативними.
24 липня міністерство охорони здоров'я повідомило про виявлення 24 нових випадків хвороби та 10 одужань.
25 липня міністерство охорони здоров'я повідомило про 19 нових випадків хвороби, 10 одужань та одну смерть.
26 липня міністерство охорони здоров'я повідомило про 23 нових випадки хвороби, 9 одужань та 2 смерті.
27 липня міністерство охорони здоров'я оголосило про 24 нових випадки хвороби, 10 одужань та 2 смерті.
28 липня міністерство охорони здоров'я повідомило про 20 нових випадків хвороби та 10 одужань.
29 липня міністерство охорони здоров'я повідомило про 23 нових випадки хвороби та 9 одужань.
30 липня міністерство охорони здоров'я повідомило, що воно не має можливості забезпечити масове ПЛР-тестування на коронавірус, підтверджуючи думку, що кількість підтверджених випадків не відображає реальне поширення COVID-19 в Сирії. Міністерство охорони здоров'я повідомило про 21 новий випадок хвороби та одну смерть. Управління охорони здоров'я Ас-Сувейди повідомило, що у муніципалітеті зареєстровано 24 випадки COVID-19, 19 одужань та 3 смерті. Проте на офіційному вебсайті міністерства охорони здоров'я щодо випадків COVID-19 Ас-Сувейда відображалася з 16 випадками, 2 одужаннями та однією смертю.
31 липня міністерство охорони здоров'я повідомило про 19 нових випадків хвороби, 8 одужань та дві смерті.

### Серпень 2020 року
1 серпня міністерство охорони здоров'я повідомило про 23 нові випадки хвороби та 9 одужань.
2 серпня міністерство охорони здоров'я повідомило про 29 нових випадків хвороби, 10 одужань та одну смерть.
3 серпня міністерство охорони здоров'я повідомило про 38 нових випадків хвороби, 12 одужань та 2 смерті.
4 серпня міністерство охорони здоров'я повідомило про 45 нових випадків хвороби та 15 одужань.
5 серпня міністерство охорони здоров'я повідомило про 52 нових випадки, 13 одужань та 2 смерті.
6 серпня міністерство охорони здоров'я повідомило про 55 нових випадків хвороби та 15 одужань.
7 серпня міністерство охорони здоров'я повідомило про 61 новий випадок хвороби.
8 серпня міністерство охорони здоров'я повідомило про 65 нових випадків хвороби, 20 одужань та 2 смерті.
9 серпня міністерство охорони здоров'я повідомило про 63 нових випадки хвороби, 15 одужань та 2 смерті.
10 серпня міністерство охорони здоров'я повідомило про 67 нових випадків хвороби та 18 одужань. Із зареєстрованих випадків 7 виявлені у провінції Хасеке; уперше уряд повідомляв про випадки в окремій провінції.
11 серпня міністерство охорони здоров'я повідомило про 72 нових випадки хвороби, 21 одужання та одну смерть.
13 серпня міністерство охорони здоров'я повідомило про 105 нових випадків хвороби (зафіксовано найвищий показник кількості випадків за один день), 10 одужань та 2 смерті.
14 серпня міністерство охорони здоров'я повідомило про 83 нових випадки хвороби, 8 одужань та 3 смерті.
15 серпня міністерство охорони здоров'я повідомило про 78 нових випадків хвороби, 5 одужань та 2 смерті.
16 серпня міністерство охорони здоров'я повідомило про 84 нових випадки хвороби, 9 одужань та 4 смерті.
17 квітня міністерство охорони здоров'я повідомило про 87 нових випадків хвороби, 8 одужань та 4 смерті.
18 серпня міністерство охорони здоров'я повідомило про 80 нових випадків хвороби, 6 одужань та 5 смертей.
19 серпня міністерство охорони здоров'я повідомило про 83 нових випадки хвороби, 14 одужань та 5 смертей.
20 серпня міністерство охорони здоров'я повідомило про 81 новий випадок хвороби, 15 одужань та 4 смерті.
21 серпня міністерство охорони здоров’я повідомило про 65 нових випадків хвороби, 15 одужання та одну смерть.
22 серпня міністерство охорони здоров'я повідомило про 70 нових випадків хвороби, 15 випадків одужання та 2 смерті.
23 серпня міністерство охорони здоров'я повідомило про 74 нових випадки хвороби, 15 одужань та 4 смерті.
24 серпня міністерство охорони здоров'я повідомило про 76 нових випадків хвороби, 14 одужань та 3 смерті.
25 серпня міністерство охорони здоров'я повідомило про 72 нових випадки хвороби, 14 одужань та 3 смерті.
26 серпня міністерство охорони здоров'я повідомило про 75 нових випадків хвороби, 17 одужань та 3 смерті.
27 серпня міністерство охорони здоров'я повідомило про 64 нових випадки хвороби, 19 одужань та 2 смерті.
28 серпня міністерство охорони здоров'я повідомило про 59 нових випадків хвороби, 15 одужань та 3 смерті.
29 серпня міністерство охорони здоров'я повідомило про 65 нових випадків хвороби, 15 одужань та 3 смерті.
30 серпня міністерство охорони здоров'я повідомило про 75 нових випадків хвороби, 15 одужань та 3 смерті.
31 серпня міністерство охорони здоров'я повідомило про 62 нових випадки хвороби, 15 одужань та 3 смерті.

### Вересень 2020 року
1 вересня міністерство охорони здоров'я повідомило про 65 нових випадків хвороби, 17 одужань та 4 смерті.
2 вересня міністерство охорони здоров'я повідомило про 68 нових випадків хвороби, 15 одужань та 4 смерті.
3 вересня міністерство охорони здоров'я повідомило про 75 нових випадків хвороби, 20 одужань та 4 смерті. Колишній міністр сільського господарства та аграрних реформ Ахмед Аль-Кадрі помер від COVID-19, що зробило його першим сирійським урядовцем, який помер від COVID-19 під час епідемії.
4 вересня міністерство охорони здоров'я повідомило про 68 нових випадків хвороби, 17 одужань та 3 смерті.
5 вересня міністерство охорони здоров'я повідомило про 63 нових випадки хвороби, 17 одужань та 3 смерті.
6 вересня міністерство охорони здоров'я повідомила про 67 нових випадків хвороби, 15 одужань та 4 смерті.
7 вересня міністерство охорони здоров'я повідомило про 58 нових випадків хвороби, 14 одужань та 3 смерті.
8 вересня міністерство охорони здоров'я повідомило про 60 нових випадків хвороби, 16 одужань та 3 смерті.
9 вересня міністерство охорони здоров'я повідомило про 62 нових випадки хвороби, 20 одужань та 3 смерті.
10 вересня міністерство охорони здоров'я повідомило про 65 нових випадків хвороби, 17 одужань та 4 смерті.
11 вересня міністерство охорони здоров'я повідомило про 60 нових випадків хвороби, 15 одужань та 3 смерті.
12 вересня міністерство охорони здоров'я повідомило про 30 нових випадків хвороби, 15 одужань та 2 смерті.
13 вересня міністерство охорони здоров'я повідомило про 34 нових випадки хвороби, 15 одужань та 3 смерті. Близько 3,7 мільйонів учнів повернулися до навчання в школах.
14 вересня міністерство охорони здоров'я повідомило про 36 нових випадків хвороби, 16 одужань та 2 смерті.
15 вересня міністерство охорони здоров'я повідомило про 38 нових випадків хвороби, 13 одужань та 3 смерті.
16 вересня міністерство охорони здоров'я повідомило про 40 нових випадків хвороби, 18 одужань та 3 смерті.
17 вересня міністерство охорони здоров'я повідомило про 37 нових випадків хвороби, 14 одужань та 2 смерті.
18 вересня міністерство охорони здоров'я повідомило про 40 нових випадків хвороби, 15 одужань та 3 смерті.
19 вересня міністерство охорони здоров'я повідомило про 34 нових випадки хвороби, 14 одужань та 2 смерті.
20 вересня міністерство охорони здоров'я повідомило про 35 нових випадків хвороби, 14 одужань та 2 смерті. Посадовець міністерства освіти повідомив, що в міністерство повідомили, що в 11-річної учениці п'ятого класу зі школи в Дамаску підтверджено позитивний результат тестування на COVID-19 після того, як вона відчула скарги на задишку. Посадовець повідомив, що вона інфікувалася поза школою, оскільки вона відчула симптоми ще за тиждень до відкриття шкіл, крім того, що учениця підтвердила випадки COVID-19 у своїй родині. Посадовець додав, що в сестри учениці також були симптоми хвороби, та вжито всіх належних заходів безпеки щодо класу та вчителя.
21 вересня міністерство охорони здоров'я повідомила про 33 нових випадки хвороби, 17 одужань та 3 смерті.
22 вересня міністерство охорони здоров'я повідомила про 44 нових випадки хвороби, 20 одужань та 3 смерті.
23 вересня Міністерство охорони здоров'я повідомило про 47 нових випадків хвороби, 15 одужань та 3 смерті.
24 вересня міністерство охорони здоров'я повідомило про 42 нових випадки хвороби, 15 одужань та 2 смерті.
25 вересня міністерство охорони здоров'я повідомило про 35 нових випадків хвороби, 15 одужань та 2 смерті.
26 вересня міністерство охорони здоров'я повідомило про 37 нових випадків хвороби, 20 одужань та 3 смерті.
27 вересня міністерство охорони здоров'я повідомило про 34 нових випадки хвороби, 14 одужань та 4 смерті.
28 вересня міністерство охорони здоров'я повідомило про 30 нових випадків хвороби, 12 одужань та 2 смерті.
29 вересня міністерство охорони здоров'я повідомило про 46 нових випадків хвороби, 14 одужань та 3 смерті.
30 вересня міністерство охорони здоров'я повідомило про 52 нових випадки хвороби, 15 одужань та 3 смерті.

### Жовтень 2020 року
1 жовтня міністерство охорони здоров'я повідомило про 47 нових випадків хвороби, 14 одужань та 2 смерті.
2 жовтня міністерство охорони здоров'я повідомило про 42 нових випадки хвороби, 13 одужань та одну смерть.
3 жовтня міністерство охорони здоров'я повідомило про 40 нових випадків хвороби, 13 одужань та одну смерть.
4 жовтня міністерство охорони здоров'я повідомило про 37 нових випадків хвороби, 12 одужань та одну смерть.
5 жовтня міністерство охорони здоров'я повідомило про 45 нових випадків хвороби, 13 одужань та 2 смерті.
6 жовтня міністерство охорони здоров'я повідомило про 46 нових випадків хвороби, 15 одужань та 2 смерті.
7 жовтня міністерство охорони здоров'я повідомило про 47 нових випадків хвороби, 15 одужань та 3 смерті.
8 жовтня міністерство охорони здоров'я повідомило про 62 нових випадки хвороби, 14 одужань та 3 смерті.
9 жовтня міністерство охорони здоров'я повідомило про 50 нових випадків хвороби, 23 одужання та 3 смерті.
10 жовтня міністерство охорони здоров'я повідомило про 57 нових випадків хвороби, 36 одужань та 3 смерті.
11 жовтня міністерство охорони здоров'я повідомило про 45 нових випадків хвороби, 25 одужань та 3 смерті.
12 жовтня міністерство охорони здоров'я повідомило про 56 нових випадків хвороби, 35 одужань та 4 смерті.
13 жовтня міністерство охорони здоров'я повідомило про 52 нових випадки хвороби, 33 одужання та 3 смерті.
14 жовтня міністерство охорони здоров'я повідомило про 57 нових випадків хвороби, 25 одужань та 3 смерті.
15 жовтня міністерство охорони здоров'я повідомило про 48 нових випадків хвороби, 36 одужань та 4 смерті.

### Березень 2021 року
У березні 2021 року Всесвітня організація охорони здоров'я заявила, що планує вакцинувати 20 % населення Сирії до кінця 2021 року, зазначивши, що 224 тисячі доз вакцини AstraZeneca доставлять з Індії, а 912 тисяч доз прибудуть пізніше.

### Квітень 2021 року
22 квітня понад 256 тисяч доз вакцини AstraZeneca проти COVID-19 прибули до Сирії в рамках програми ООН COVAX. Ці вакцини були спрямовані на щеплення медичних працівників, які безпосередньо брали участь у боротьбі з поширенням хвороби в країні.

## Підтверджені випадки, не включені до офіційної статистики
17 квітня агентство «Associated Press» отримало електронного листа від Всесвітньої організації охорони здоров'я, в якому повідомляється, що 53-річний чоловік з північно-східного регіону Сирії, що знаходиться під управлінням курдів, на початку квітня 2020 року помер від COVID-19. Сирійський уряд не повідомляв про смерть у місті Камишли, який став першим на північному сході — регіоні, в якому обмежений доступ до закордонної допомоги, і де обмежена можливість проведення тестування на коронавірус. З незрозумілих причин смерть цього хворого, хоча і зафіксована ВООЗ, не була додана до офіційної статистики уряду Сирії. Чоловік, який не виїздив за межі країни, помер у державній лікарні в Камишли, і в нього підтверджений позитивний тест на коронавірус в урядовій лабораторії в Дамаску (результати повернулися того ж дня, коли він помер), але курдську владу в регіоні про це не повідомили.

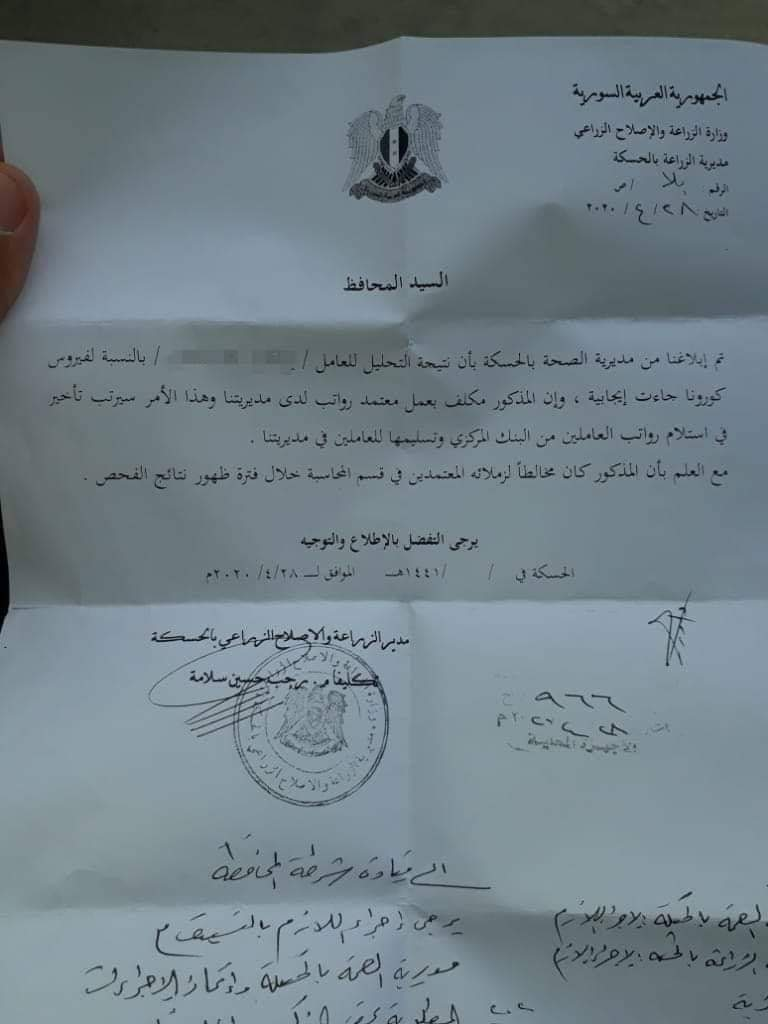
Документ про те, що керівник управління сільського господарства провінції Хасеке нібито інформує губернатора про те, що результати тесту на COVID-19 у працівника управління виявились позитивними.

28 квітня в Інтернеті поширювалось зображення документа, у якому стверджується, що він надійшов від управління сільського господарства провінції Хасеке. У документі керівник управління сільського господарства нібито інформував губернатора Хасеке про те, що результати тесту на COVID-19 одного з працівників управління виявилися позитивними, і що його робот полягала у веденні бухгалтерського обліку та нарахування співробітникам щомісячної зарплати, і що він мав контакти з багатьма особами та співробітниками в той час, коли він імовірно вже був інфікованим. Але випадок цього працівника не був доданий до офіційної статистики випадків COVID-19 уряду Сирії.
30-річний лікар, який працював у лікарні Баб-аль-Хава в Ідлібі поблизу кордону з Туреччиною, 9 липня отримав позитивний тест на коронавірус після того, як у нього з'явились симптоми хвороби, і він попросив зробити йому тестування. Але уряд Сирії не повідомляв про цей випадок, оскільки він зареєстрований на території, що контролюється повстанцями. Наступного дня в утримуваному повстанцями Ідлібі було зареєстровано ще два випадки, пізніше кількість випадків у місті досягла 4.
Новинні інформагентства повідомили, що Автономне управління Північної та Східної Сирії повідомило про 4 випадки хвороби; 3 в Камишли і 1 в Хасеке.
4 серпня низка місцевих інформаційних мереж повідомили, що кількість випадків у північно-східному регіоні країни, керованому курдами, досягла 54, включаючи випадки в провінції Алеппо.
До листопада 2020 року в районах на північному заході Сирії, які знаходились під контролем опозиції, було зареєстровано 8139 випадків хвороби, а в автономному Сирійському Курдистані було зареєстровано 3948 випадків хвороби.

## Ресурси та заклади

### Тестування
Протягом липня—серпня 2020 року більшість жителів країни та громадських організацій побачили, що уряд втратив контроль над ситуацією з COVID-19. Міністерство охорони здоров'я багато разів говорило, що можливостей для проведення тестувань у нього недостатньо, і що багато скарг та симптомів хвороби можуть залишитися непоміченими, оскільки не має можливості провести широкомасштабне або випадкове тестування на коронавірус. Низка місцевих новинних мереж та організацій заявляють, що лікарні навіть відмовляються приймати хворих з легким перебігом хвороби, та приймають лише тих, хто потребує невідкладного та інтенсивного лікування. Деякі лікарні на початку серпня повідомили, що у них більше немає місць для хворих на COVID-19, та просили всіх, хто підозрює в себе інфікування коронавірусом, залишатися на карантині вдома, а не йти до лікарні. Уряд Сирії стверджує, що триваюча громадянська війна в країні в поєднанні з економічною ситуацією в Сирії та санкціями західних країн обмежує можливості проведення необхідної кількості тестувань на COVID-19, та забороняє життєво важливі поставки з-за кордону для лікування хворих та боротьби з поширенням інфекції. Медичні працівники стверджували, що у країні катастрофічно зростає захворюваність на COVID-19, а уряд проводить залякування медиків з метою приховування інформації про спалах хвороби.
За даними організації Human Rights Watch, уряду Сирії не вдалося захистити медичних працівників, які беруть безпосередню участь у боротьбі з епідемією COVID-19, від інфікування коронавірусом на контрольованій урядом території. ВООЗ надала уряду Сирії 4,4 мільйона засобів індивідуального захисту, включно медичні та захисні маски, а також рукавички. Проте лікарі та медсестри, які працюють в контрольованих урядом районах, заявляли, що й після цього спостерігалась значна нестача засобів захисту, особливо у сільській місцевості.
За даними міністерства охорони здоров'я Сирії, у країні було 6 лабораторій у 4 провінціях, у яких проводилось тестування на коронавірус.

### Інституційний карантин
За даними міністерства охорони здоров'я Сирії, в країні налічувалось 33 карантинних центри для осіб з підозрою на COVID-19, розташованих у 13 провінціях (усіх провінціях, крім провінції Ідлібу).

### Стаціонарне лікування
За даними міністерства охорони здоров'я Сирії, в країні налічувались 21 лікувальні заклади, призначені для стаціонарного лікування хворих на COVID-19, розташовані у 12 провінціях.

## Карантин та ізоляція
За даними державної медіаорганізації «SANA», з 5 лютого 2020 року міністерство охорони здоров'я Сирії розпочало направляти в карантин підозри на випадок COVID-19 та осіб, що прибули з-за меж країни, у спеціальні безкоштовні карантинні установи.